# Marmande
 Marmande  (en occitano Marmanda) es una población y comuna francesa, en la región de Nueva Aquitania, departamento de Lot y Garona. Es la subprefectura del distrito de su nombre y el chef-lieu de dos cantones, Este y Oeste.

## Demografía
| 5 792                     | 6 043 | 6 544 | 6 925 | 7 345 | 7 527 | 7 805 | 8 150 | 8 336 | 8 368 | 8 661 | 8 564 | 8 513 | 8 961 | 9 857 | 9 891 | 10 341 | 9 888 | 9 873 | 9 748 | 9 832 | 9 148 | 9 555 | 9 683 | 10 481 | 12 101 | 12 368 | 13 542 | 15 559 | 16 911 | 16 953 | 17 568 | 17 199 | 17 161 |
| (Fuente: INSEE y Cassini) |       |       |       |       |       |       |       |       |       |       |       |       |       |       |       |        |       |       |       |       |       |       |       |        |        |        |        |        |        |        |        |        |        |

## Hermanamientos
- Ejea de los Caballeros (España)
- Portogruaro (Italia)